# Liechtensteinische Badmintonmeisterschaft 2014
Die Liechtensteinische Badmintonmeisterschaft 2014 fand am 12. April 2014 in Balzers statt.

## Medaillengewinner
| Disziplin    | Gold                               | Silber                             | Bronze                            |
| ------------ | ---------------------------------- | ---------------------------------- | --------------------------------- |
| Herreneinzel | Michael Litscher                   | Matthias Ebneter                   | Mirco Lareida                     |
| Herrendoppel | Heinz Dünser Matthias Ebneter      | Michael Litscher Zeno John         | Marco Langenegger Dominic Mettler |
| Damendoppel  | Marina Wohlwend Carolin Schneider  | Rachel Foster Nadia Gartmann       | Mirjam Nef Michelle Stäheli       |
| Mixed        | Matthias Ebneter Fabienne Schädler | Michael Litscher Carolin Schneider | Bruno Stäheli Mirjam Nef          |